# Choerophryne burtoni
Choerophryne burtoni es una especie de anfibio anuro de la familia Microhylidae.

## Distribución geográfica
Esta especie es endémica de la Provincia de las Tierras Altas del Sur de Papua Nueva Guinea.

## Etimología
Esta especie lleva el nombre en honor a Thomas C. Burton. 

## Publicación original
- Richards, Dahl & Hiaso, 2007 : Another new species of Choerophryne (Anura: Microhylidae) from Southern Highlands Province, Papua New Guinea. Transactions of the Royal Society of South Australia, vol. 131, p. 135-141[6]